# Kościół Świętych Józefa i Kazimierza we Włościborzu
Kościół Świętych Józefa i Kazimierza we Włościborzu – rzymskokatolicki kościół filialny należący do parafii św. Mateusza Apostoła i Ewangelisty w Wałdowie (dekanat kamieński diecezji pelplińskiej).
Jest to świątynia wzniesiona w 1903 roku jako ewangelicka. Do 1939 roku należała do protestantów. Od 1947 roku pełni funkcję kościoła filialnego. 5 czerwca 2020 roku została wpisana do rejestru zabytków województwa kujawsko-pomorskiego.